# IEEE 802.20
IEEE 802.20 o Mobile Broadband Wireless Access (MBWA) è una specifica dell'Institute of Electrical and Electronics Engineers (IEEE) per l'accesso ad internet in modalità wireless. Lo standard principale è stato pubblicato nel 2008. Lo standard MBWA non è più oggetto di sviluppo da parte del team dell'IEEE.